# MTV Classic (Stany Zjednoczone)
MTV Classic (wcześniej: VH1 Classic) – amerykański kanał telewizyjny poświęcony muzyce, utworzony 8 maja 2000 roku, obecnie należący do MTV Networks, oddziału ViacomCBS. Stacja, która emituje piosenki, teledyski oraz koncerty z lat 70., 80. i 90. ubiegłego stulecia jest siostrzanym kanałem VH1.

## Historia
Pół roku po starcie VH1 Classic UK, a dokładniej 8 maja 2000 roku, ruszyła amerykańska wersja kanału w Stanach Zjednoczonych. Stacja z początku koncentrowała się przede wszystkim na muzyce heavymetaloweji rockwej, emitowała także tylko filmy z tamtego okresu. Szybko jednak stała się kanałem, gdzie emitowane są różne gatunki muzyki, teledyski i koncerty. Muzyka pogrupowana i prezentowana jest w specjalnych blokach stworzonych przez stację.

## Prezenterzy
Głównymi prezenterami a zarazem twarzą stacji są: Amy Scott prowadząca program "VH1 Classic 120 Minutes", Eddie Trunk "Metal Mania", "That Metal Show", Lynn Hoffman
"All Request Hour", i Mark Goodman.

## Oferta programowa

### Oryginalne produkcje
- That Metal Show – półgodzinny program prowadzony przez Eddiego Trunka, poświęcony muzyce heavymetalowej.
- Hangin' with Encore

### Programy
- VH1 Classic 120 Minutes – program emitujący teledyski z lat 70., 80. i 90., bazujący na programie MTV – "120 Minutes".
- Rock Fest – program emitujący teledyski rockowe z lat 70., 80. i 90.
- Totally 80s – program emitujący teledyski wyłącznie z lat 80.
- Metal Mania – program emitujący teledyski hardrockowe i metalowe z lat 70., 80. i 90.
- Class of... – prezentowany jest film z danego roku bądź okresu.
- VH1 Classic's All-time Top Ten – program skupiający się na twórczości artysty bądź zespołu.
- Pop-Up Video
- Top 20 Countdown – ranking 20 utworów w zależności od tematu.
- VH1 Classic Current
- Box Set – blok z teledyskami jednego wykonawcy.
- Morning Video Block – poranny blok z muzyką ulubionych artystów.

### Programy dokumentalne i filmowe
- Classic Albums
- Rock and Roll Picture Show
- History of Rock and Roll
- Seven Ages of Rock
- VH1 Rock Docs
- Heavy: The Story of Metal
- The Drug Years
- Sex: The Revolution

### Koncerty
- BBC Crown Jewels
- Classic In Concert
- VH1 Rock Honors

### Programy zaczerpnięte od MTV i VH1
- Club MTV
- I Love the '80s
- I Love the '70s: Volume 2
- Yo! MTV Raps

### Programy specjalne, widowiska
- VH1 Classic Thanksgiving
- All Roads Lead to Sturgis
- Metal Month
- First day of MTV
- Hall of Fame weekend block
- 80 Hours of the '80s
- 2009 for 2009
- 8 days of The 80's
- Rushashonna

### Dawniej emitowane
- All Star Jams
- The 60's Generation
- The Super Seventies
- 70s A to Z
- VH1 Classic Soul
- Pop Show
- The Vault
- All Request Hour
- Tuesday Twoplay
- You Can't Stop Hip Hop
- Hip Hop Honors
- Classic Jukebox
- Headline Act
- Turn Tables
- Decades Rock Live

## Albumy
Stacja oprócz produkcji własnych programów muzycznych wydała na sklepowe półki także płyty:
- 10-płytowa składanka wyprodukowana przez VH1 Classic w 2005 roku. Na płytach znajdują się przeboje z lat 70. i 80.
- Płyta zawierająca największe przeboje heavymetalowe wydane w 2004 roku.

## Inne wersje
- VH1 Classic UK

Brytyjski kanał nadający od 1999 roku. Jest pierwszą wersją kanału spod znaku VH1 Classic.
- VH1 Classic Europe

Europejska wersja kanału emitowana w języku angielskim do takich krajów jak: Austria, Bośnia i Hercegowina, Bułgaria, Czechy, Dania, Finlandia, Francja, Holandia, Niemcy, Norwegia, Portugalia, Rosja, Rumunia, Słowacja, Szwecja, Włochy. Przekaz transmitowany jest od 1 grudnia 2005, a jego główna siedziba w Europie znajduje się w Warszawie.